# Olympische Sommerspiele 2016/Teilnehmer (Chile)
| Gelbes Symbol für Goldmedaillen mit stilisierten Olympischen Ringen | Graues Symbol für Silbermedaillen mit stilisierten Olympischen Ringen | Braundes Symbol für Bronzemedaillen mit stilisierten Olympischen Ringen |
| ------------------------------------------------------------------- | --------------------------------------------------------------------- | ----------------------------------------------------------------------- |
| —                                                                   | —                                                                     | —                                                                       |

Chile nahm an den Olympischen Spielen 2016 in Rio de Janeiro teil. Es war die insgesamt 23. Teilnahme an Olympischen Sommerspielen. Das Comité Olímpico de Chile nominierte 43 Athleten in 16 Sportarten.

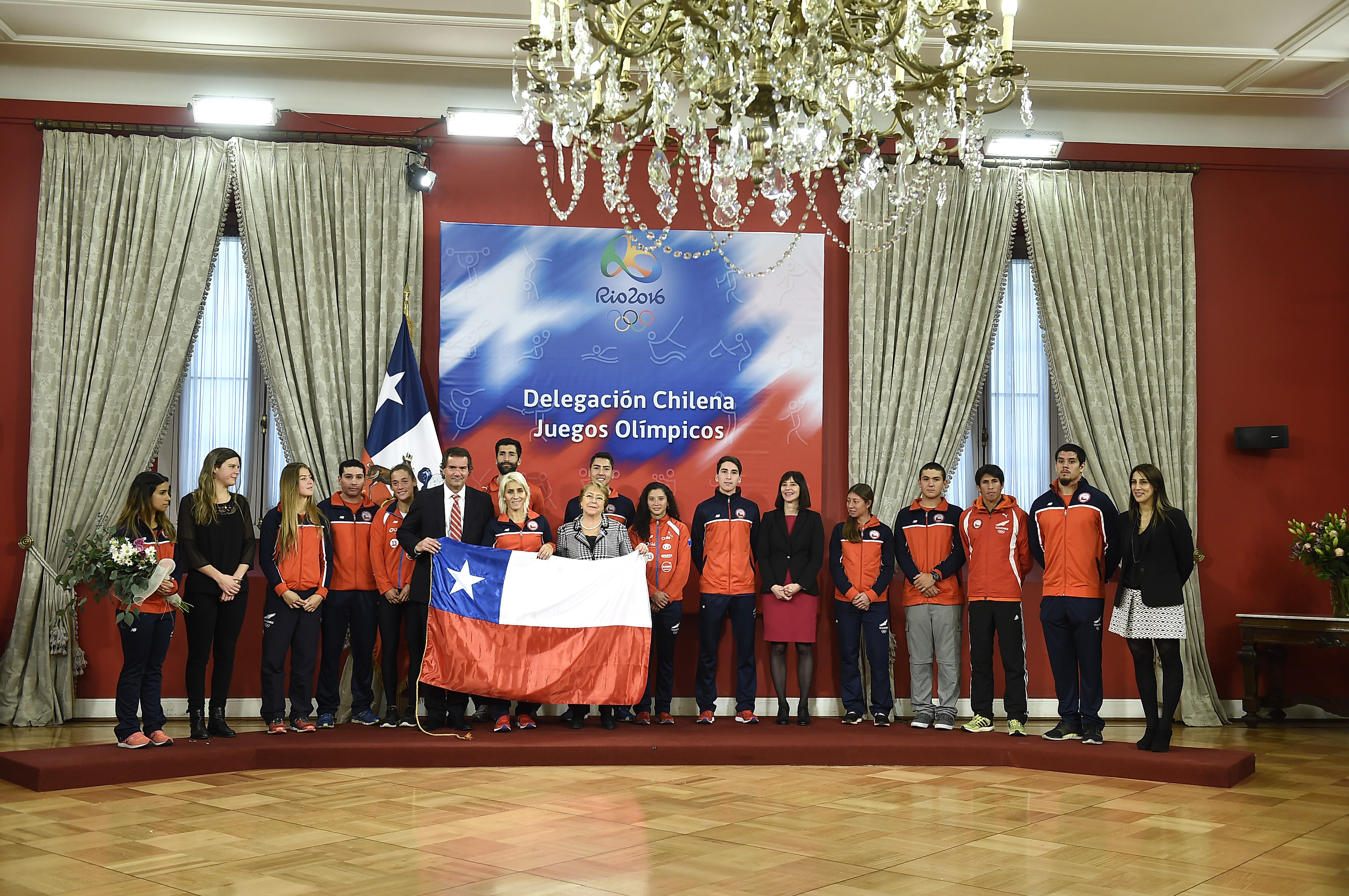
Das chilenische Olympiateam 2016 beim Präsidenten

## Teilnehmer nach Sportarten

### Beachvolleyball
| Athleten                      | Gruppenphase                                                    | Gruppenphase                                                   | Gruppenphase | Gruppenphase | Achtelfinale  | Achtelfinale  | Viertelfinale | Viertelfinale | Halbfinale    | Halbfinale    | Finale        | Finale        | Rang          |
| Athleten                      | Gegner                                                          | Ergebnis                                                       | Punkte       | Rang         | Gegner        | Ergebnis      | Gegner        | Ergebnis      | Gegner        | Ergebnis      | Gegner        | Ergebnis      | Rang          |
| ----------------------------- | --------------------------------------------------------------- | -------------------------------------------------------------- | ------------ | ------------ | ------------- | ------------- | ------------- | ------------- | ------------- | ------------- | ------------- | ------------- | ------------- |
| Männer                        |                                                                 |                                                                |              |              |               |               |               |               |               |               |               |               |               |
| Esteban Grimalt Marco Grimalt | Nummerdor / Varenhorst Krassilnikow / Semjonow Fijałek / Prudel | 0:2 (16:21, 13:21) 0:2 (17:21, 14:21) 0:2 (13:21, 21:16, 9:15) | 3            | 4            | ausgeschieden | ausgeschieden | ausgeschieden | ausgeschieden | ausgeschieden | ausgeschieden | ausgeschieden | ausgeschieden | ausgeschieden |

### Bogenschießen
| Athleten     | Wettbewerb | Qualifikation | Qualifikation | 1. Runde       | 1. Runde | 2. Runde          | 2. Runde | Achtelfinale      | Achtelfinale | Viertelfinale | Viertelfinale | Halbfinale    | Halbfinale    | Finale        | Finale        | Rang |
| Athleten     | Wettbewerb | Ringe         | Rang          | Gegner         | Ergebnis | Gegner            | Ergebnis | Gegner            | Ergebnis     | Gegner        | Ergebnis      | Gegner        | Ergebnis      | Gegner        | Ergebnis      | Rang |
| ------------ | ---------- | ------------- | ------------- | -------------- | -------- | ----------------- | -------- | ----------------- | ------------ | ------------- | ------------- | ------------- | ------------- | ------------- | ------------- | ---- |
| Männer       |            |               |               |                |          |                   |          |                   |              |               |               |               |               |               |               |      |
| Ricardo Soto | Einzel     | 675           | 13            | Anton Prylepau | 6–5      | Bernardo Oliveira | 7–1      | Sjef van den Berg | 5–6          | ausgeschieden | ausgeschieden | ausgeschieden | ausgeschieden | ausgeschieden | ausgeschieden | 9    |

### Gewichtheben
| Athleten              | Wettbewerb       | Reißen  | Reißen | Stoßen  | Stoßen | Zweikampf | Zweikampf | Rang |
| Athleten              | Wettbewerb       | Gewicht | Rang   | Gewicht | Rang   | Gewicht   | Rang      | Rang |
| --------------------- | ---------------- | ------- | ------ | ------- | ------ | --------- | --------- | ---- |
| Frauen                |                  |         |        |         |        |           |           |      |
| María Fernanda Valdés | Klasse bis 75 kg | 120 kg  | 10     | 146 kg  | 11     | 266 kg    | 11        | 11   |
| Männer                |                  |         |        |         |        |           |           |      |
| Julio César Acosta    | Klasse bis 62 kg | 107 kg  | 6      | 135 kg  | 6      | 242 kg    | 7         | 7    |

### Golf
| Athleten       | Runde 1 | Runde 2 | Runde 3 | Runde 4 | Gesamt | Par | Rang |
| -------------- | ------- | ------- | ------- | ------- | ------ | --- | ---- |
| Männer         |         |         |         |         |        |     |      |
| Felipe Aguilar | 71      | 71      | 75      | 68      | 285    | +1  | T39  |

### Judo
| Athleten       | Wettbewerb | 1. Runde      | 1. Runde    | 2. Runde      | 2. Runde      | Viertelfinale | Viertelfinale | Halbfinale / Trostrunde | Halbfinale / Trostrunde | Finale / Platz 3 | Finale / Platz 3 | Rang |
| Athleten       | Wettbewerb | Gegner        | Ergebnis    | Gegner        | Ergebnis      | Gegner        | Ergebnis      | Gegner                  | Ergebnis                | Gegner           | Ergebnis         | Rang |
| -------------- | ---------- | ------------- | ----------- | ------------- | ------------- | ------------- | ------------- | ----------------------- | ----------------------- | ---------------- | ---------------- | ---- |
| Männer         |            |               |             |               |               |               |               |                         |                         |                  |                  |      |
| Thomas Briceño | bis 90 kg  | Gwak Dong-han | 000s2:100s0 | ausgeschieden | ausgeschieden | ausgeschieden | ausgeschieden | ausgeschieden           | ausgeschieden           | ausgeschieden    | ausgeschieden    | 17   |

### Leichtathletik
Laufen und Gehen 
| Athleten        | Wettbewerb  | Runde 1 | Runde 1 | Halbfinale    | Halbfinale    | Finale          | Finale          | Rang |
| Athleten        | Wettbewerb  | Zeit    | Rang    | Zeit          | Rang          | Zeit            | Rang            | Rang |
| --------------- | ----------- | ------- | ------- | ------------- | ------------- | --------------- | --------------- | ---- |
| Frauen          |             |         |         |               |               |                 |                 |      |
| Isidora Jiménez | 200 m       | 23,29 s | 41      | ausgeschieden | ausgeschieden | ausgeschieden   | ausgeschieden   | 41   |
| Érika Olivera   | Marathon    | –       | –       | –             | –             | 2:50:29 h       | 105             | 105  |
| Natalia Romero  | Marathon    | –       | –       | –             | –             | 3:01:29 h       | 123             | 123  |
| Männer          |             |         |         |               |               |                 |                 |      |
| Víctor Aravena  | Marathon    | –       | –       | –             | –             | 2:17:49 h       | 42              | 42   |
| Daniel Estrada  | Marathon    | –       | –       | –             | –             | 2:25:33 h       | 98              | 98   |
| Enzo Yáñez      | Marathon    | –       | –       | –             | –             | 2:27:47 h       | 108             | 108  |
| Yerko Araya     | 20 km Gehen | –       | –       | –             | –             | 1:22:23 h       | 25              | 25   |
| Edward Araya    | 50 km Gehen | –       | –       | –             | –             | disqualifiziert | disqualifiziert | –    |

 Springen und Werfen 
| Athleten       | Wettbewerb  | Qualifikation | Qualifikation | Finale        | Finale        | Rang |
| Athleten       | Wettbewerb  | Weite/Höhe    | Rang          | Weite/Höhe    | Rang          | Rang |
| -------------- | ----------- | ------------- | ------------- | ------------- | ------------- | ---- |
| Frauen         |             |               |               |               |               |      |
| Natalia Ducó   | Kugelstoßen | 18,18 m       | 9             | 18,07 m       | 10            | 10   |
| Karen Gallardo | Diskuswurf  | 57,81 m       | 18            | ausgeschieden | ausgeschieden | 18   |

### Radsport

#### Straße
| Athleten            | Wettbewerb    | Zeit          | Rang          |
| ------------------- | ------------- | ------------- | ------------- |
| Frauen              |               |               |               |
| Paola Muñoz         | Straßenrennen | nicht beendet | nicht beendet |
| Männer              |               |               |               |
| José Luis Rodríguez | Straßenrennen | nicht beendet | nicht beendet |

### Reiten
| Vielseitigkeit               |            |                     |                     |          |          |                    |      |
| Athleten                     | Wettbewerb | Minuspunkte Dressur | Minuspunkte Gelände | Springen | Springen | Minuspunkte Gesamt | Rang |
| Carlos Lobos Muñoz mit Ranco | Einzel     | 49,30               | 42,80               | 4,00     | –        | 96,10              | 29   |

### Rudern
| Athleten                          | Wettbewerb                  | Vorlauf     | Vorlauf | Vorlauf       | Hoffnungslauf | Hoffnungslauf | Hoffnungslauf | Halbfinale  | Halbfinale | Halbfinale    | Finale      | Finale | Rang |
| Athleten                          | Wettbewerb                  | Zeit        | Platz   | Qualifikation | Zeit          | Platz         | Qualifikation | Zeit        | Platz      | Qualifikation | Zeit        | Platz  | Rang |
| --------------------------------- | --------------------------- | ----------- | ------- | ------------- | ------------- | ------------- | ------------- | ----------- | ---------- | ------------- | ----------- | ------ | ---- |
| Frauen                            |                             |             |         |               |               |               |               |             |            |               |             |        |      |
| Melita Abraham Josefa Veliz       | Leichtgewichts-Doppelzweier | 7:20,63 min | 4       | Hoffnungslauf | 8:11,97 min   | 4             | Halbfinale C  | 8:20,26 min | 3          | C-Finale      | 7:46,99 min | 5      | 17   |
| Männer                            |                             |             |         |               |               |               |               |             |            |               |             |        |      |
| Felipe Cárdenas Bernardo Guerrero | Leichtgewichts-Doppelzweier | 6:38,95 min | 3       | Hoffnungslauf | 7:11,38 min   | 4             | Halbfinale C  | 7:24,71 min | 3          | C-Finale      | 6:47,67 min | 5      | 17   |

### Schießen
| Athleten           | Wettbewerb | Qualifikation   | Qualifikation | Finale          | Finale        | Ringe/ Scheiben | Rang |
| Athleten           | Wettbewerb | Ringe/ Scheiben | Rang          | Ringe/ Scheiben | Rang          | Ringe/ Scheiben | Rang |
| ------------------ | ---------- | --------------- | ------------- | --------------- | ------------- | --------------- | ---- |
| Frauen             |            |                 |               |                 |               |                 |      |
| Francisca Crovetto | Skeet      | 62              | 19            | ausgeschieden   | ausgeschieden | 62              | 19   |

### Schwimmen
| Athleten        | Wettbewerb      | Vorlauf      | Vorlauf | Halbfinale | Halbfinale | Finale        | Finale        | Rang |
| Athleten        | Wettbewerb      | Zeit         | Rang    | Zeit       | Rang       | Zeit          | Rang          | Rang |
| --------------- | --------------- | ------------ | ------- | ---------- | ---------- | ------------- | ------------- | ---- |
| Frauen          |                 |              |         |            |            |               |               |      |
| Kristel Köbrich | 400 m Freistil  | 4:16,07 min  | 24      | –          | –          | ausgeschieden | ausgeschieden | 24   |
| Kristel Köbrich | 800 m Freistil  | 8:34,34 min  | 17      | –          | –          | ausgeschieden | ausgeschieden | 17   |
| Männer          |                 |              |         |            |            |               |               |      |
| Felipe Tapia    | 1500 m Freistil | 16:02,44 min | 45      | –          | –          | ausgeschieden | ausgeschieden | 45   |

### Segeln
Fleet Race
| Athleten                         | Wettbewerb | Qualifikation | Qualifikation | Medal Race    | Medal Race    | Punkte | Rang |
| Athleten                         | Wettbewerb | Punkte        | Rang          | Punkte        | Rang          | Punkte | Rang |
| -------------------------------- | ---------- | ------------- | ------------- | ------------- | ------------- | ------ | ---- |
| Frauen                           |            |               |               |               |               |        |      |
| Arantza Gumucio Begoña Gumucio   | 49erFX     | 168           | 18            | ausgeschieden | ausgeschieden | 168    | 18   |
| Nadja Horwitz Sofía Middleton    | 470er      | 100           | 11            | ausgeschieden | ausgeschieden | 100    | 11   |
| Männer                           |            |               |               |               |               |        |      |
| Matías del Solar                 | Laser      | 238           | 30            | ausgeschieden | ausgeschieden | 238    | 30   |
| Andrés Ducasse Francisco Ducasse | 470er      | 172           | 24            | ausgeschieden | ausgeschieden | 172    | 24   |
| Benjamín Grez Cristóbal Grez     | 49er       | 171           | 20            | ausgeschieden | ausgeschieden | 171    | 20   |

### Taekwondo
| Athleten        | Wettbewerb       | Achtelfinale   | Achtelfinale | Viertelfinale | Viertelfinale | Hoffnungsrunde Halbfinale | Hoffnungsrunde Halbfinale | Halbfinale    | Halbfinale    | Hoffnungsrunde Finale | Hoffnungsrunde Finale | Finale        | Finale        | Rang          |
| Athleten        | Wettbewerb       | Gegner         | Ergebnis     | Gegner        | Ergebnis      | Gegner                    | Ergebnis                  | Gegner        | Ergebnis      | Gegner                | Ergebnis              | Gegner        | Ergebnis      | Rang          |
| --------------- | ---------------- | -------------- | ------------ | ------------- | ------------- | ------------------------- | ------------------------- | ------------- | ------------- | --------------------- | --------------------- | ------------- | ------------- | ------------- |
| Männer          |                  |                |              |               |               |                           |                           |               |               |                       |                       |               |               |               |
| Ignacio Morales | Klasse bis 68 kg | Servet Tazegül | 1:14         | ausgeschieden | ausgeschieden | ausgeschieden             | ausgeschieden             | ausgeschieden | ausgeschieden | ausgeschieden         | ausgeschieden         | ausgeschieden | ausgeschieden | ausgeschieden |

### Tennis
| Athleten                              | Wettbewerb | 1. Runde                | 1. Runde | 2. Runde | 2. Runde | Achtelfinale  | Achtelfinale  | Viertelfinale | Viertelfinale | Halbfinale    | Halbfinale    | Finale        | Finale        |
| Athleten                              | Wettbewerb | Gegner                  | Ergebnis | Gegner   | Ergebnis | Gegner        | Ergebnis      | Gegner        | Ergebnis      | Gegner        | Ergebnis      | Gegner        | Ergebnis      |
| ------------------------------------- | ---------- | ----------------------- | -------- | -------- | -------- | ------------- | ------------- | ------------- | ------------- | ------------- | ------------- | ------------- | ------------- |
| Männer                                |            |                         |          |          |          |               |               |               |               |               |               |               |               |
| Julio Peralta Hans Podlipnik-Castillo | Doppel     | Steve Johnson Jack Sock | 2:6, 2:6 | –        | –        | ausgeschieden | ausgeschieden | ausgeschieden | ausgeschieden | ausgeschieden | ausgeschieden | ausgeschieden | ausgeschieden |

### Triathlon
| Athleten             | Wettbewerb | Zeit      | Rang |
| -------------------- | ---------- | --------- | ---- |
| Frauen               |            |           |      |
| Bárbara Riveros Díaz | Einzel     | 1:57:29 h | 5    |

### Turnen

#### Gerätturnen
| Athleten       | Wettbewerb       | Qualifikation | Qualifikation | Finale        | Finale        | Rang |
| Athleten       | Wettbewerb       | Punkte        | Rang          | Punkte        | Rang          | Rang |
| -------------- | ---------------- | ------------- | ------------- | ------------- | ------------- | ---- |
| Frauen         |                  |               |               |               |               |      |
| Simona Castro  | Mehrkampf Einzel | 51,399        | 52            | ausgeschieden | ausgeschieden | 52   |
| Männer         |                  |               |               |               |               |      |
| Tomás González | Boden            | 15,066        | 14            | ausgeschieden | ausgeschieden | 14   |
| Tomás González | Sprung           | 15,149        | 8             | 15,137        | 7             | 7    |